# يولاندي ويليموم
يولاندي مارسيل ويليموم (بالفرنسية: Yolande Marcelle Welimoum)‏ (من مواليد 9 أكتوبر 1988) هي مُمثلة ومُخرجة وكاتبة سيناريو كاميرونية. درست الفنون المسرحية والتصوير السينمائي في جامعة ياوندي الأولى. في سنة 2016 أتى سيناريو فيلم «تراث» الذي كتبته يولاندي، أتى في المركز الثاني في النسخة الأولى من مهرجان كونكور دو سيناريو (بالفرنسية: Concours du Scenario)‏، الذي شارك في تنظيمه مهرجان الشاشات السوداء في ياوندي. يعرض هذا السيناريو محنة المرأة الكاميرونية التي ترث مُمتلكات الأسرة، من خلال فيلم درامي خيالي يحمل نفس الاسم. عُرض فيلم يولاندي «تراث» لأول مرة في مهرجان أفلام نساء أفريقيا (بالفرنسية: Films Femmes Afrique)‏. في مُقابلة صحفية مع قناة دويتشه فيله حول الاعتداء الجنسي في صناعة السينما في إفريقيا، قالت إنها تدافع عن نفسها بانتظام ضد بعض المُمارسات غير المرغوب فيها من المُخرجين الذكور. كانت يولاندي واحدة من ثلاثة أشخاص أُعلن عن فوزهم خلال الدورة العشرين من مهرجان الشاشات السوداء.

## أنظر أيضا
- فرانسواز ايلونغ
- مارغريت فومبي فوبي